# 高松信司
高松 信司（たかまつ しんじ、1961年12月3日 - ） は、日本の男性アニメーション演出家、アニメーション監督、脚本家、音響監督。栃木県宇都宮市出身。日本サンライズ（現・バンダイナムコフィルムワークス）の制作進行を経て「機動戦士Zガンダム」で演出デビュー。初監督作品は、OVA「機動戦士SDガンダム・SDガンダム猛レース」。主な監督作品として、「勇者特急マイトガイン」「こちら葛飾区亀有公園前派出所」「スクールランブル」「銀魂」「美男高校地球防衛部LOVE!」など。

## 来歴

### 学生時代 - サンライズ入社
高校時代より、8ミリフィルムによる自主制作映画やアニメの制作を手がけており、当時栃木県にて開催されていた自主制作上映会「アウトラインフェスティバル」では、中心的な人物の一人として数えられていた。この当時の作品の一つである、自主制作映画『宇宙防衛軍ジェットマン』は、第4回グリーンリボン賞短編の部グランプリと大林宣彦監督賞を受賞している。高松は学生時代について、映像作品を作りたくて8mmカメラばかり回していて、あまり学校にも通っていなかったと後に振り返っている。
映像の仕事、具体的には『ヤッターマン』みたいな作品をやりたいとの思いから、大学を中退後にまずタツノコプロに赴き笹川ひろしにアニメの仕事をしたいとの旨を手紙で伝えたところ、笹川からは個人事務所を開いたばかりで人を取っていないと前置きされた上で、当時日本サンライズ（後のサンライズ）でプロデューサーを務めていた長谷川徹を紹介される。長谷川を訪ねていった先の日本サンライズでも、4月入社を取った後であったため欠員があれば呼ぶとのことであったが、程なく面接を経て同社に入社。当時第1スタジオにて制作中であった『装甲騎兵ボトムズ』の班に、制作進行として配属されるに至った。時に1983年8月のことで、この時の経緯を後に「なんとなくヌルっとアニメ業界に入っていた」と振り返っている。また、サンライズに入社した頃はちょうど『ボトムズ』の制作も、いわゆる「クメン編」のクライマックス辺りにさしかかっている最中であり、加えて前述の通り欠員募集での入社であったことから、本来あるはずの3ヶ月ほどの研修期間を経ぬまま、いきなり現場に投入され制作進行としての仕事を実践で覚えることを余儀なくされたという。その後、高橋良輔の下で『ボトムズ』や『機甲界ガリアン』などの制作進行を務める一方、『ボトムズ』終了に伴う1スタの一時解散の際には第3スタジオに出向、『銀河漂流バイファム』の制作にも携わっている。

### 1980年代後半 - 1990年代
『ガリアン』の終了とほぼ同時期の1985年、第2スタジオに異動し富野由悠季の下で『機動戦士Ζガンダム』の設定制作を担当。同作品では第31話「ハーフムーン・ラブ」にて演出デビューも果たしている（妻方仁名義）が、これは演出陣に欠員が発生したことによる急なものであった上、高松曰く「やる気と自信だけはあるけど実行する能力はない」という状況であったことから、富野は言うに及ばず音響や編集のスタッフにまで散々に怒られるなど、高松にとってはかなり苦い経験となった。とはいえこれをきっかけとして、翌年の『機動戦士ガンダムΖΖ』では引き続き制作という身分ながらも、レギュラーとしてコンテや演出を担当することとなる他、以降も『機動戦士ガンダム 逆襲のシャア』（1988年、演出補）、『機動戦士ガンダム0080 ポケットの中の戦争』（1989年、絵コンテ・演出）と、（その間後述の『ダーティペア』など他作品にも関わりつつ）数年にわたってガンダムシリーズ作品の制作に携わる格好となった。1989年、OVA『SDガンダム』シリーズ「SD百科」（廉価版ビデオ「〇得スペシャル」のおまけショートアニメ）で初監督。ショートアニメ以外の本格的な監督デビューは1990年の「SDガンダム猛レース」だが、これは現在諸般の事情により「封印作品」となっている。
1990年よりスタートした勇者シリーズには、『ダーティペア』の劇場版やOVA作品にて協働経験のあった、谷田部勝義からの声かけにより企画段階より参加。幼稚園児をターゲットとし、子供に玩具を売るのをメインとした同シリーズの企画は、それまで高松が手がけてきたサンライズ作品とは大いに毛色の異なるものであり、前述した動機からアニメ業界に入った高松としては、正にやりたかったことに近い感じであったという。そのような背景もあり、シリーズ第1作目の『勇者エクスカイザー』では各話演出として、ゲストの敵キャラクターのデザインを始め「こんな風にしたい」という様々なアイディアを提示し、また監督の谷田部も割と自由にやらせる方であったことから、とにかく楽しんでやれたと後に振り返っている。翌年以降も勇者シリーズへの関わりは続き、『伝説の勇者ダ・ガーン』（1992年）でのチーフ演出を経て、1993年の『勇者特急マイトガイン』から1995年の『黄金勇者ゴルドラン』の3作品では、谷田部から引き継ぐ形で連年にわたって監督を務めている。スポンサーであるタカラとの度々の衝突、それに『勇者警察ジェイデッカー』（1994年）制作途中に発生した、サンライズのバンダイの子会社化やそれに伴う次年度の企画の立ち消えといったトラブルもあったものの、後年のインタビューの中で高松は同シリーズについて、（谷田部と協働していた時期も含めて）ここでやったことが全て自分の基礎になったと、また他のところでも色々できるようになったのはシリーズに関わった6年間のおかげかなとも振り返っている。
1995年には『ゴルドラン』の制作と並行して、『新機動戦記ガンダムW』にも3クール目に差しかかった辺りから参加、ノンクレジットで監督代行を務める。当時の高松は、『ゴルドラン』だけでなくその後番組の企画も手がけていたが、『ガンダムW』への参加の打診があったのはその途中の9月頃であったといい、当初監督を務めていた池田成が抜け、彼が作ったシリーズ構成もほぼ使い果たした後の逼迫した状況を、逐次的なシナリオ・コンテの発注やそれぞれの部門のスタッフに任せるなどして、どうにか切り抜けることを余儀なくされた。翌1996年も、前述した『ゴルドラン』の後番組ではなく、『ガンダムW』の後番組である『機動新世紀ガンダムX』に引き続き監督として参加した高松であるが、前年からの疲弊しきった現場を引き継ぐ格好となった上、企画を組む時間もスタッフとのコミュニケーションを取っていく余裕も限られていたことから、同作品では勇者シリーズで協働経験のあった川崎ヒロユキに全話の脚本を任せつつ、一方では放送期間中に発生した時間帯変更への対応も迫られることとなった。結果として5年ぶり、1年半ほどの期間携わる格好となったガンダムシリーズの制作は、高松に著しい疲弊を強いる結果となった。

### 1990年代以降
『ガンダムX』の終了後、前出の高橋良輔からの誘いで『勇者王ガオガイガー』（1997年）に参加していた高松であったが、翌1998年にサンライズを離れ、高橋の紹介でスタジオぎゃろっぷにて『こちら葛飾区亀有公園前派出所』（以下、『こち亀』）の監督を務めることとなる。これは前任の三沢伸が、別作品の立ち上げに伴いスタジオコメットに戻らねばならなくなったことによるもので、結果的に番組2年目途中の第72話から、末期の第313話（2004年放送）までの約6年間にわたり、テレビシリーズと劇場版2作品を担当。それまでサンライズ作品を手がけてきた高松にとって、『こち亀』での経験は目からウロコであったといい、中でもフジテレビの上層部から言われた「敵は他のアニメではなく裏番組」という言葉は、後年『銀魂』を制作していく際のスタンスにも大きな影響を与えたという。この期間中の2002年には、『こち亀』と並行する形でスタジオぎゃろっぷにて、短編アニメ『きっかけはラフくん』の監督も務め、全話自ら絵コンテと演出を手がけるのみならず、初めて音響監督も兼任した。
『こち亀』の制作から離れてからは、スタジオコメットにて『スクールランブル』を監督。この時は参加が長期に及んだ『こち亀』の後ということもあり、その休息を経てからの半ばリハビリ的な意味合いであったというが、さらに「タカマツシンジ（半角カナ表記）」名義で参加した『銀盤カレイドスコープ』などを経て、2005年にジャンプアニメツアーの上映作品として制作された「何事も最初が肝心なので多少背伸びするくらいが丁度良い」にて、初めて『銀魂』のアニメ制作に携わることとなる。高松としては数年ぶりのサンライズ作品でもある同作品への参加は、当時のサンライズの役員で、1スタ時代にデスクやプロデューサーとして高松とも協働していた内田健二からの声かけによるものであり、翌2006年よりスタートした同作品のテレビシリーズにも引き続き監督として携わった他、録音演出やエリザベス役で声優も務めている。監督としては2年目最後の第99話まで単独で務めた後、後任の藤田陽一と連名で担当した期間を経て降板しているが、第106話以降も2013年公開の『劇場版 銀魂 完結篇 万事屋よ永遠なれ』まで、監修・録音演出として制作に参加。2014年制作の「布団に入ってから拭き残しに気付いて寝るに寝れない時もある」以降は監修の座を藤田に譲る一方、小林克良から音響監督の職を引き継いだ。後年、高松は同作品について、自分にとってもターニングポイントの作品であったと、また今仕事ができているのも『銀魂』が名刺代わりになっている部分があると評している。
ここまでに触れてきたように、長期にわたるシリーズ作品に携わることが多い一方で、それに含まれない作品への参加も積極的に継続しており、2009年の『宙のまにまに』、2012年の『男子高校生の日常』、2016年の『坂本ですが?』では全話の脚本を担当。2012年10月期には『イクシオン サーガ DT』（監督・音響監督）、『超速変形ジャイロゼッター』（総監督・音響監督）、『銀魂' 延長戦』（監修・録音演出）の3作品を併行して手がけている。また、2015年より展開されている『美男高校地球防衛部シリーズ』や、2019年放送の『RobiHachi』など、かつてのサンライズ時代のように、原作のないオリジナル作品を担当することもある。

## 人物
サンライズ時代に薫陶を受けた人物として、前出の高橋・富野・谷田部の3名が挙げられる。入社後、最初に下につく形となった高橋については、演出として直接教えを受けた訳ではないと前置きしつつも、進行の頃よりその仕事ぶりを見て勝手に勉強させてもらっていたといい、また「人を使うのが本当に上手い方」とも評している。後年、『ガオガイガー』でプロデューサーを務めるなど、アニメ監督以外でも辣腕を振るうこととなる高橋であるが、これについて高松は「高橋がいると偉い人に物言いができる」といういい意味でのプロテクター、すなわち「対外的に守ってくれる偉い人」という立場であったのではないかと推察している。
富野の下でガンダムの制作に携わっていた頃は、高松をして「富野が最もエキセントリックだった時期」でもあったといい、実際に『Ζガンダム』に参加してから1年間、毎日ずっと富野に怒られていたと述懐している。当時担当した1本目のコンテに至っては、富野による描き直しの結果1コマしか残らなかったというが、その一方で単に自分のやりたい形に修正するのではなく、相手の意図も汲んだ上で「それをやるならこうやるんだ」というのを示してくれるといい、だから納得せざるを得ないとも語っている。
谷田部に関しては、交渉して何でも解決してしまう、すなわち「ネゴシエーションの人」であると評しており、また和をもって作品を作っていくという、高松自身にはできなかった部分について、才能であると後に振り返っている。その谷田部とは『太陽の勇者ファイバード』（1991年）を制作していた当時、物語の方向性や玩具の都合による制限などを巡って少なからず衝突もあった一方、それをきっかけとして彼の意向で『ダ・ガーン』にてチーフ演出の仕事につくことともなり、オープニング・エンディング映像などのような「シリーズ的なこと」だけでなく、シナリオの打ち合わせからスポンサーとの打ち合わせなど、この時の経験が『マイトガイン』以降監督を務める際にすごく生きたという。
ペンネームを使用することが多く、『機動戦士Ζガンダム』で演出デビューした際には前述の通り「妻方仁」の名義を使用し、以降も各話絵コンテや演出をする際に「握乃手紗貴」「矢立おわり」「青柳弐階」などの名義で参加することもある。直近でも、2022年放送の『ちみも』にて「ぴのあると」名義で監督を務めた。
監督を務めた作品において、まれに顔出しで出演することがあり、『銀魂』ではエリザベスの口から高松が顔を見せるという演出が度々行われた他、『こちら葛飾区亀有公園前派出所』では星逃田の登場回（第100話と第245話）にてワイプでの出演をしている。

## エピソード
『機動戦士ガンダム 逆襲のシャア』では、爆発のカットの中に「高松」と描かれている箇所が存在する。これについては正確には覚えていないと前置きしつつ、自分の提案がきっかけでやる羽目になった膨大なバイザーの処理などによる、ストレスの発散でやった可能性はあると後に証言している。
シリーズ途中より監督も務めた『SDガンダム』については、いわゆるガンダムパロディで映画の添え物的存在であったことから、かなり内容が自由であったといい、自身やアミノテツローがメインでやっていた時期は本当になんでもありであったと振り返っている。内容についても、制作サイドから発注元であるバンダイビジュアルにどんなものを作ろうかと訊ねると、「好きにやってください」と返ってくるような状態であったといい、脚本に至っては高松が担当したエピソードに限るものの、高山文彦や横井孝二らと集まって口頭でアイディア出しを行った上で、脚本もなしにぶっつけでコンテを描くというおおらかな状態であった。
『イクシオンサーガDT』は、以降も度々協働の機会を持つ川原陽子と初めて組んだ作品でもあり、高松が企画に関わる以前からベースとなる企画書はあったものの、最終的に「姫を助けて、王都まで行く」というくだりのみを下敷きとして、残りのストーリーは大和屋暁との話し合いを経て30分ほどで決められたと振り返っている。この大胆な変更に際しては、カプコンで行ったプレゼンの際に高松がハッタリで嘘八百を並べ立て、最終的に「アニメはアニメチームに任せます。煮るなり焼くなりしてください」と全面的に任せてもらったという逸話も残されている。

### 『銀魂』関連
『銀魂』のテレビシリーズでは、前述の通り途中で監督から監修へとポジションが移行しているが、これについては当初のやり方では『銀魂』にはならないとの思いから、作中でのかけ合いのスピードを早めるなど原作の持ち味を活かしてのテンポアップを図ったことと、（『少年ジャンプ』原作のアニメが原作に追いつかないようにやるのが「普通」であったと前置きしつつ）通常のアニメみたいに作っていけばいいと考えていたサンライズ側との間で、認識の齟齬があったことも関係しているという。放送時間帯の変更、それに2年目への突入を経てもなお、「『銀魂』はやりきって終わろう」とものすごい勢いで内容を詰め込んでいった結果、3年目への延長が決まったことで原作のストックが尽き、当初は続投するつもりでいた高松も、「もう辞めるか」と思い詰めるレベルで手が止まってしまい、最終的に後述の「提案」を経て前出の藤田へと監督を引き継ぎつつ、3年目以降は二人三脚体制で制作を進める運びとなった。高松は後年、この3年目で初めて見せた弱みが、周囲に対して「『銀魂』ってそんなに作るの難しい作品なんだ」と気づかせる格好となったと振り返っており、そのおかげでなんとか最後まで走り切ることができたとも語っている。
3年目への延長に際して、高松は製作委員会に対して「水戸黄門方式」を導入する形で、制作の一時休止を提案している。これはすなわち、ナショナル劇場時代の『水戸黄門』が延々と続くのではなく、他のドラマを挟む形で休止期間を設けていたのと同様に、『銀魂』においても1 ‐ 2クールやって休んだ後、準備ができたらまた続きをやるという、後年のテレビアニメにも散見される「シーズン制」などとも通ずるものであったが、当時としてはまだ難しいものであったようで、実際に集英社側からの反応も「今放送できているのだから休むことはない」とのことであったという。この「提案」が失敗に終わった時の経緯は、後に藤田によってそのままアニメ化されている。
途中から音響監督を務めた経緯については、前出の小林との間で「これもう、高松さんやればいいんじゃない？」みたいな話になった末のことであったという。当初は小林が後ろで見ているとのことであったものの、途中からはそれもなくなっていたと後に語っている。同作品で主演を務めた杉田智和は、そんなことあるのかと驚いたと当時を振り返りつつ、「しっかり音響監督としてディレクションもされていた」「我々も不都合を感じることはなかった」と、高松の仕事ぶりを評価している。

## 参加作品

### テレビアニメ
1983年
- 装甲騎兵ボトムズ（制作進行）

1984年
- 銀河漂流バイファム（制作進行）
- 機甲界ガリアン（制作進行）

1985年
- 機動戦士Ζガンダム（設定制作・演出） - 演出は「妻方仁」名義

1986年
- 機動戦士ガンダムΖΖ（絵コンテ・演出）

1987年
- 機甲戦記ドラグナー（絵コンテ）

1988年
- 鎧伝サムライトルーパー（絵コンテ・演出・OP END コーディネーター）

1989年
- 機動警察パトレイバー（TVシリーズ）（絵コンテ・演出）

1990年
- 勇者エクスカイザー（絵コンテ・演出）
- ちびまる子ちゃん（絵コンテ・演出）

1991年
- 太陽の勇者ファイバード（絵コンテ・演出）

1992年
- 伝説の勇者ダ・ガーン（演出チーフ・絵コンテ・演出・OP/ED絵コンテ演出）
- サラダ十勇士トマトマン（絵コンテ・演出）

1993年
- 勇者特急マイトガイン（監督・絵コンテ・演出・OP/ED絵コンテ演出） - 絵コンテ・演出は「握乃手紗貴」名義

1994年
- 勇者警察ジェイデッカー（監督・絵コンテ・OP/ED絵コンテ演出）

1995年
- 黄金勇者ゴルドラン（監督・絵コンテ・演出・OP/ED絵コンテ演出）
- 新機動戦記ガンダムW（監督代行・絵コンテ） - 監督代行はノンクレジット

1996年
- 機動新世紀ガンダムX（監督・絵コンテ・演出・OP/ED絵コンテ演出）

1997年
- 超者ライディーン（絵コンテ）
- 勇者王ガオガイガー（絵コンテ・演出） - 「握乃手紗貴」名義
- 烈火の炎（絵コンテ）

1998年
- こちら葛飾区亀有公園前派出所（監督〈3代目〉・絵コンテ・OP/ED絵コンテ演出）
- 銀河漂流バイファム13（絵コンテ・演出）
- 星方武侠アウトロースター（絵コンテ）

2000年
- 遊☆戯☆王デュエルモンスターズ（絵コンテ）

2001年
- BRIGADOON まりんとメラン（絵コンテ）
- スクライド（絵コンテ）

2002年
- 電光超特急ヒカリアン（絵コンテ）
- きっかけはラフくん（監督・絵コンテ・演出）

2004年
- Get Ride! アムドライバー（絵コンテ） - 「握乃手紗貴」名義
- スクールランブル（監督・絵コンテ・演出・タイトルアニメ絵コンテ演出）

2005年
- おれたちイジワルケイ（ちょっとカントク） - 「こちら高松信司」名義
- 銀盤カレイドスコープ（監督・絵コンテ） - 半角カナ表記の「タカマツシンジ」名義

2006年
- 銀魂（監督 → 監修・絵コンテ・OP/ED絵コンテ演出・録音演出・声の出演）

2009年
- 宙のまにまに（監督・脚本・絵コンテ・タイトルアニメ絵コンテ演出）

2010年
- よりぬき銀魂さん（OP/ED絵コンテ演出）

2011年
- 銀魂'（監修・録音演出・声の出演）

2012年
- 男子高校生の日常（監督・脚本・音響監督・OP絵コンテ・web版OP/ED絵コンテ）
- 超速変形ジャイロゼッター（総監督・音響監督・ED絵コンテ）
- 銀魂' 延長戦（監修・録音演出）
- イクシオン サーガ DT（監督・音響監督・絵コンテ・OP/ED絵コンテ演出）

2015年
- 美男高校地球防衛部LOVE!（監督・音響監督・脚本・絵コンテ・OP絵コンテ演出）
- 銀魂゜（音響監督）

2016年
- 坂本ですが?（監督・脚本・音響監督・絵コンテ・OP絵コンテ・ED絵コンテ演出）
- 美男高校地球防衛部LOVE!LOVE!（監督・音響監督）
- ナンバカ（監督・音響監督・絵コンテ・OP/ED絵コンテ演出）

2017年
- 銀魂.（音響監督）

2018年
- 美男高校地球防衛部HAPPY KISS!（監督・シリーズ構成・音響監督・絵コンテ演出・OP/ED絵コンテ演出）
- ぐらんぶる（監督・脚本・音響監督・絵コンテ・演出・OP/ED絵コンテ・演出）

2019年
- RobiHachi（監督・音響監督・絵コンテ・演出・OP絵コンテ演出・ED絵コンテ）

2022年
- てっぺんっ!!!!!!!!!!!!!!!（総監督・音響監督）
- ちみも（監督・脚本・音響監督・絵コンテ・演出・OP絵コンテ演出）- 「ぴのあると」名義

2023年
- Helck（音響監督）

2024年
- アストロノオト（総監督・音響監督・絵コンテ・演出）
- お買いものパンダ!（監督・音響監督・絵コンテ・演出）

2025年
- ぐらんぶる Season 2（監督・脚本・音響監督）
- 美男高校地球防衛部ハイカラ! （監督・音響監督）

### 劇場アニメ
1987年
- 劇場版 ダーティペア（演出助手）

1988年
- 機動戦士ガンダム 逆襲のシャア（演出補）

1989年
- 機動戦士SDガンダムの逆襲 SD戦国伝 暴終空城の章（演出）

1999年
- こちら葛飾区亀有公園前派出所 THE MOVIE（監督）

2003年
- こちら葛飾区亀有公園前派出所 THE MOVIE2 UFO襲来! トルネード大作戦!!（監督）

2010年
- 劇場版 銀魂 新訳紅桜篇（監督・録音演出・声の出演）

2013年
- 劇場版 銀魂 完結篇 万事屋よ永遠なれ（監修・録音演出）

2021年
- 銀魂 THE FINAL（音響監督）

2025年
- 美男高校地球防衛部 ETERNAL LOVE!（監督・絵コンテ・音響監督）

### OVA
1987年
- DEAD HEAT（演出）
- ダーティペア　OVAシリーズ（絵コンテ・演出）

1988年
- 宇宙の戦士（絵コンテ・演出）
- 機甲猟兵メロウリンク（絵コンテ・演出）

1989年
- 機動戦士ガンダム0080 ポケットの中の戦争（絵コンテ・演出）
- ダーティペア 謀略の005便（演出）
- 機動戦士SDガンダム SD百科(廉価版ビデオ「〇得スペシャル」のおまけショートアニメ)（監督）
- SD戦国伝 天の巻/地の巻/真の巻/理の巻（ショートアニメ）（監督）

1990年
- 機動戦士SDガンダム 夢のマロン社・宇宙の旅（演出）
- 機動戦士SDガンダム 運び屋リ・ガズィの奇跡（演出）
- 機動戦士SDガンダム SDガンダム猛レース（監督・脚本・絵コンテ・演出）
- SD戦国伝 頭虫邸の忍者合戦（絵コンテ・演出）
- SD戦国伝 頑駄無五人衆のもののけ退治（監督・脚本・絵コンテ・演出）
- SDガンダム外伝 ラクロアの勇者 (演出)
- SDガンダム外伝II 伝説の巨人 (演出)
- SDガンダム外伝III アルガス騎士団 (演出)
- SDガンダム外伝IV 光の騎士 (演出)

2005年
- 銀魂〜何事も最初が肝心なので多少背伸びするくらいが丁度良い〜 （ジャンプフェスタ用短編）（監督・絵コンテ・演出）
- スクールランブル 一学期補習（監督・タイトルアニメ絵コンテ演出）

2008年
- スクールランブル三学期（コミックスOAD）（監督・絵コンテ・演出）
- 劇場版銀魂 〜白夜叉降誕〜 予告篇（ジャンプフェスタ用短編）（監修・録音演出）

2014年
- 銀魂〜布団に入ってから拭き残しに気付いて寝るに寝れない時もある〜（ジャンプフェスタ用短編）（音響監督）

2015年
- 銀魂〜美味いモノは後回しにすると横取りされるからやっぱり先に食え~（ジャンプフェスタ用短編）（音響監督）

2017年
- 美男高校地球防衛部LOVE!LOVE!LOVE!（監督・音響監督・絵コンテ・演出）

2021年
- 銀魂 THE SEMI-FINAL （音響監督）